# Nicolas Limbach
Pour les articles homonymes, voir Limbach.
Nicolas Limbach, né le 29 décembre 1985 est un escrimeur allemand pratiquant le sabre. Il est droitier.
Après une troisième place aux championnats du monde d’escrime en 2007, il obtient le titre mondial en 2009 à Antalya.
Classé n°1 mondial à l'amorce des Jeux olympiques de 2012, il est éliminé par la tête de série n°9 Nikolay Kovalev en quarts de finale.

## Palmarès
- Championnats du monde d'escrime
  -  Médaille d'or au sabre individuel aux Championnats du monde d'escrime 2009 à Antalya
  -  Médaille d'argent au sabre individuel aux Championnats du monde d'escrime 2011 à Catane
  -  Médaille d'argent au sabre individuel aux Championnats du monde d'escrime 2010 à Paris
  -  Médaille de bronze au sabre individuel aux Championnats du monde d'escrime 2007
- Championnats d'Europe d'escrime :
  -  Médaille d'argent au sabre individuel aux Championnats d'Europe d'escrime 2010
  -  Médaille de bronze au sabre individuel aux Championnats d'Europe d'escrime 2008

- Coupe du monde d'escrime
  - Vainqueur de 
    - Athènes 2005, 2006 et 2008
    - Padoue 2006
    - Isla de Margarita 2007
    - Istanbul 2007
    - Tunis 2008
    - Plovdiv 2009